# Lista de programas eleitorais do Partido Socialista (Portugal)
Esta é uma lista dos programas eleitorais do Partido Socialista a eleições legislativas.
| Eleição | Secretário-Geral        | Título do Programa | Resultado | Link |
| ------- | ----------------------- | --- | --------- | ---- |
| 1975    | Mário Soares            | Vota PS - Alguns Pontos do Programa do PS - Aprovado no I Congresso                                                               |           |      |
| 1976    | Mário Soares            | Programa para um Governo PS - Vencer a Crise - Reconstruir o País                                                                 | Governo   |      |
| 1979    | Mário Soares            | Mudar em Paz a Vida Portuguesa - Medidas para um Governo PS - PS o Direito à Liberdade                                            | Oposição  |      |
| 1980    | Mário Soares            | Frente Republicana e Socialista - Programa para um Governo da FRS - Garantir o Futuro, governar para todos (PS - ASDI - UEDS)     | Oposição  |      |
| 1983    | Mário Soares            | A Resposta PS ao Portugal em crise - Manifesto-Programa. Fizemos o Diagnóstico Propomos as Soluções                               | Governo   |      |
| 1985    | Almeida Santos          | Um Pacto de Progresso para 4 anos de Governo - 1985/9 - com o PS no Governo um Portugal mais próspero mais europeu mais português | Oposição  |      |
| 1987    | Vítor Constâncio        | Portugal para todos - Para um Portugal moderno e solidário - Programa para um Governo do Partido Socialista                       | Oposição  |      |
| 1991    | Jorge Sampaio           | Programa de Governo do Partido Socialista - Eleições Legislativas 1991                                                            | Oposição  |      |
| 1995    | António Guterres        | Programa Eleitoral de Governo - do PS e da Nova Maioria                                                                           | Governo   |      |
| 1999    | António Guterres        | Programa do Partido Socialista e da Nova Maioria para a Legislatura 1999-2003                                                     | Governo   |      |
| 2002    | Eduardo Ferro Rodrigues | Programa do Governo - Renovar a maioria                                                                                           | Oposição  |      |
| 2005    | José Sócrates           | Compromisso de Governo para Portugal 2005.2009 - Voltar a Acreditar - Bases Programáticas                                         | Governo   |      |
| 2009    | José Sócrates           | Programa de Governo do Partido Socialista - Avançar Portugal 2009-2013                                                            | Governo   |      |
| 2011    | José Sócrates           | Defender Portugal Construir o Futuro - Programa Eleitoral do Partido Socialista 2011                                              | Oposição  |      |
| 2015    | António Costa           | Programa Eleitoral do Partido Socialista - Eleições Legislativas 2015 - Alternativa de Confiança                                  | Governo   |      |
| 2019    | António Costa           | Programa Eleitoral do Partido Socialista - Fazer ainda Mais e Melhor                                                              | Governo   |      |
| 2022    | António Costa           | Programa Eleitoral do Partido Socialista - Juntos Seguimos e Conseguimos                                                          | Governo   |      |